# Three Little Pigs
Three Little Pigs (bra: Os Três Porquinhos)  é um curta-metragem de animação lançado em 27 de maio de 1933 pela United Artists, produzido por Walt Disney e dirigido por Burt Gillett, sendo parte das série Silly Symphonies. Baseado no conto de fadas de mesmo nome, ganhou o Oscar de melhor curta-metragem de animação em 1934. Em 1994, ficou na 11º na lista de 50 Greatest Cartoons de todos os tempos, realizada pelos artistas do campo da animação. Em 2007, Os Três Porquinhos foi selecionado para preservação no United States National Film Registry pela Biblioteca do Congresso como sendo "culturalmente, historicamente, ou esteticamente significante".
O curta-metragem  é conhecido pela icônica canção: Quem tem medo do Lobo Mau? e seu sucesso fez Walt Disney criar duas continuações. Ainda é o curta-metragem de animação de maior sucesso de todos os tempos.

## Enredo
O curta-metragem conta a história de três irmãos porcos: porco brincalhão, porco dançarino e porco prático, que constroem suas próprias casas com palha, paus e tijolos, respectivamente. O porco prático adverte seus irmãos que suas casas não fortes contra o Lobo Mau, mais eles o ignoram e vão brincar, cantando: Quem tem medo do Lobo Mau?
Quando eles estão cantando, o Lobo Mau realmente vem e sopra a casa de brincalhão a levando para baixo (exceto o telhado), a deixando com pouca resistência. Brincalhão consegue fugir e se esconde na casa de dançarino. O lobo finge desistir e ir para casa, mas retorna disfarçado de ovelha inocente. Os porcos veem através do disfarce, e depois o lobo sopra a casa de Dançarino e a leva para baixo (exceto a porta). Os dois porcos conseguem fugir e se esconder na casa de Prático. O Lobo chega disfarçado de vendedor ambulante para enganar os porcos e eles o deixarem entrar, mas não consegue. O Lobo, então, tenta derrubar a forte casa de tijolos (perdendo sua roupa no processo), mas é incapaz. Por fim, ele tenta entrar na casa pela chaminé, mas Prático, inteligente, tira a tampa de uma panela cheia de água fervente (ao qual acrescenta terebintina), sob a chaminé, e o lobo cai bem em cima dela. Gritando de dor, o lobo foge freneticamente, enquanto os porcos cantam "Quem tem medo do Lobo Mau?" novamente. Prático então desempenha um truque batendo em seu piano, fazendo com seus irmãos pensar que o Lobo voltou e se esconderem debaixo da cama de Prático.

## Reação e legado
O filme foi um sucesso fenomenal com o público da época, tanto que ficou nos cinemas meses depois de sua estréia, dando uma grande resposta financeira. Os cartazes de cinemas tiveram  "barbas" colocadas como uma forma de indicar quanto tempo a sua corrida nos cinemas durou. O desenho animado ainda é considerado o curta de animação mais bem sucedido de todos os tempos, e manteve-se no topo das animações da Disney, sendo capaz de impulsionar a popularidade de Mickey Mouse ainda mais, tornando-o um grande ícone de mercadoria até o final de 1934.
O animador Chuck Jones disse: "Essa foi a primeira vez que alguém já trouxe personagens à vida [em um desenho animado]. Eram três personagens que se pareciam e agiam de forma diferente". (Outros historiadores de animação, em especial os admiradores de Winsor McCay, disputariam a palavra "primeiro", mas Jones não estava se referindo a personalidade como tal, mas a caracterização através da postura e movimento.) Brincalhão e Dançarino são divertidos e descuidados; Prático é cauteloso e sério. A razão por que a história do filme e os personagens foram tão bem desenvolvidos, era que a Disney já tinha percebido que o sucesso de filmes de animação dependia de contar histórias emocionalmente envolventes que iria agarrar o público e não deixa-lo ir. Esta constatação levou à uma importante inovação na época do desenvolvimento de três porquinhos: um "departamento de história", separado dos animadores, com artistas de storyboard; que seriam dedicados a trabalhar em uma fase de "desenvolvimento da história" na produção.
O moderado, mas não grande sucesso, das continuações de três porquinhos foi visto como um fator na decisão de Walt Disney não descansar sobre os filmes bem sucedidos, e sim continuar a avançar com projetos de risco, como a câmera multiplano e o primeiro longa-metragem de animação. Walt muitas vezes passou a repetir ao longo dos anos, "você não pode cobrir porcos com porcos."

## Canção
A música original composta por Frank Churchill para o desenho animado, "Quem tem medo do Lobo Mau?", foi um grande sucesso, refletindo a determinação dos americanos contra o "lobo mau" da Grande Depressão. A canção, na verdade, tornou-se uma espécie de hino da Grande Depressão. Quando os nazistas começaram a expandir as fronteiras da Alemanha nos anos que precederam a Segunda Guerra Mundial, a canção foi usada para representar a complacência do mundo ocidental em permitir que Adolf Hitler fizesse aquisições consideráveis de territórios sem ir para a guerra, e, nomeadamente, foi usado em animações da Disney para os EUA conseguir apoio dos canadenses.
A canção foi também utilizada como inspiração para o titulo do filme de 1963: Quem Tem Medo de Virginia Woolf?